# Eurodryas orientalis
Eurodryas orientalis är en fjärilsart som beskrevs av Herrich-Schäffer 1845-1847. Eurodryas orientalis ingår i släktet Eurodryas och familjen praktfjärilar. Inga underarter finns listade i Catalogue of Life.